# Angelo Maraschi
Angelo Maraschi, detto Lino (Casale Monferrato, 12 maggio 1937), è un ex pallanuotista e dirigente sportivo italiano.

## Carriera
La sua vita sportiva si è svolta con la Pro Recco Nuoto in cui ha giocato ininterrottamente dal 1952 nel settore Allievi, al 1967.   Dopo questa stagione si ritirò dall’attività agonistica.  
Il suo debutto in prima squadra avvenne nel 1953, nel campionato in cui la società ottenne la promozione in serie A.
Angelo Maraschi era il capitano della  Pro Recco nel 1959 quando la squadra vinse per la prima volta lo scudetto  battendo a Trieste le titolate squadre Rari Nantes Camogli, Lazio Nuoto e Canottieri Napoli.
Ha continuato a giocare nel ruolo di centrocampista nelle stagioni successive in cui la Pro Recco vinse ogni anno il campionato (ad eccezione del 1963) e quando la squadra della piccola cittadina ligure si aggiudicò la Coppa dei Campioni battendo nel girone finale del 1965  le squadre campioni dell’Urss, della Ddr e della Jugoslavia.
È stato convocato più volte nella Nazionale, con la quale nel 1959 si aggiudicò la medaglia di bronzo alle Universiadi di Torino.
Dal 2007 è stato per alcuni anni dirigente della Pro Recco.

## Riconoscimenti
Medaglia di Bronzo al Valore Atletico del Coni 1965